# Parti de Rénovation Khmère
Die Parti de Rénovation Khmère (Khmer: គណបក្ស កំណែទម្រង់ខ្មែរ, Englisch Khmer Renovation oder auch Khmer Renewal, in Deutsch übersetzt Partei der Khmer-Erneuerung) war eine kambodschanische Partei. Sie galt als royalistisch, nationalistisch und antikommunistisch und wurde 1947 von dem General und späteren Präsidenten Lon Nol gegründet. Ein weiteres wichtiges Gründungsmitglied war Sisowath Sirik Matak, der Cousin des damaligen Königs Norodom Sihanouk. Die Partei nahm an den Wahlen im Dezember 1947 teil, konnte aber keinen Sitz im Parlament erreichen. Trotzdem belegte Sisowath Sirik Matak zeitweilig das Amt des Verteidigungsministers. Nach der Unabhängigkeit des Landes wurde die Partei 1955 Teil von Sihanouks Volksbewegung Sangkum Reastr Niyum („Sozialistische Volksgemeinschaft“). Die Mitglieder der Partei bildeten das rechte Spektrum der Volksbewegung ab und galten entgegen der Mehrheit der Bewegung als proamerikanisch und antivietnamesisch. Führende Mitglieder der Partei waren später am Sturz von Sihanouk 1970 beteiligt und hatten führende Positionen in der Republik Khmer inne.